# 左乙女豊秋
左乙女 豊秋（さおとめ とよあき、1855年 - 没年不詳）は、日本の教育者、聖職者。立教学校（現・立教大学）主監、立教中学校初代校長、立教専修学校校長、東京英語専修学校校長、札幌中学校（現・北海道札幌南高等学校）初代校長、私立奈良尋常中学校（奈良英和学校の後身）校長、和歌山県立田辺中学校（現・和歌山県立田辺中学校・高等学校）校長、大阪・英和学舎教授、大阪聖パウロ教会牧師。

## 人物・経歴
1855年（安政2年）生まれ。
大阪・英和学舎（立教大学の前身の一つ）出身。英和学舎では、テオドシウス・ティングに学んだ。
その後、英和学舎の教員となるが、ティングやアーサー・ラザフォード・モリス、聖バルナバ病院創設者のヘンリー・ラニングら宣教師らに加え、英文学の第一人者の名声を得ていた清水泰次郎、洋行帰りとして大変珍しがられた山中幸平らの同僚教師とともに英語では他を圧倒した。
1884年（明治17年）、大阪聖パウロ教会牧師。
大阪・泰西学館で教える。
1890年（明治23年）、立教大学校を廃して校政と学制を改革するために設立された立教学校（5年制）に招聘されることとなり、立教学校の主監に就任。
1896年（明治29年）4月、立教中学校初代校長に就任し、1899年（明治32年）7月まで務める。中学校校長の後任は元田作之進が務めた。また、1897年（明治30年）10月から立教専修学校校長を兼務（11月までの1ヵ月間）し、同月には東京英語専修学校校長にも中学校校長と兼務で就任した。
立教学院での職務を退任した後、矢島錦蔵の後任として、1899年（明治32年）4月に、中学校令改定に伴い、改称された札幌中学校（現・北海道札幌南高等学校）初代校長に就任。
その後、1900年（明治33年）頃には、私立奈良尋常中学校（奈良英和学校の後身）校長に就任した。しかし、1901年（明治34年）3月、米国聖公会ミッションの意向から、奈良尋常中学校は廃校となった。
翌1902年（明治35年）には、和歌山県立田辺中学校（現・和歌山県立田辺中学校・高等学校）校長を務めた。

## 主な著作
- 『公會月報【創刊号】』左乙女豊秋/徳富猪一郎/角中主一郎/清田海一郎 公會月報社(大阪) 1890年（明治23年）
- 『基督教祷式 : 附・詩篇抜萃』左乙女豊秋 訳 宇宙神教出版所 1896年（明治29年）10月

## 関係人物
- テオドシウス・ティング
- 元田作之進